# Vargas
Statul Vargas este unul dintre cele 23 de state federale din Venezuela. În 2007 statul federal Vargas  avea o populație de 332.900 de locuitori. Statul Vargas are o suprafață totală de  1.496 km². 
Capitala statului federal Vargas este orașul La Guaira.